# Florala
Florala és una població del Comtat de Covington a l'estat d'Alabama (Estats Units d'Amèrica).

## Demografia
Segons el cens del 2000, Florala tenia 1.964 habitants, 898 habitatges, i 527 famílies. La densitat de població era de 72,2 habitants/km².
Dels 898 habitatges en un 23,9% hi vivien nens de menys de 18 anys, en un 40,5% hi vivien parelles casades, en un 14,3% dones solteres, i en un 41,3% no eren unitats familiars. En el 36,4% dels habitatges hi vivien persones soles el 21,6% de les quals corresponia a persones de 65 anys o més que vivien soles. El nombre mitjà de persones vivint en cada habitatge era de 2,19 i el nombre mitjà de persones que vivien en cada família era de 2,86.
Per edats la població es repartia de la següent manera: un 21,8% tenia menys de 18 anys, un 7,8% entre 18 i 24, un 24,6% entre 25 i 44, un 24,2% de 45 a 60 i un 21,5% 65 anys o més.
L'edat mediana era de 42 anys. Per cada 100 dones hi havia 82,5 homes. Per cada 100 dones de 18 o més anys hi havia 76,3 homes.
La renda mediana per habitatge era de 17.377 $ i la renda mediana per família de 21.176 $. Els homes tenien una renda mediana de 27.569 $ mentre que les dones 15.625 $. La renda per capita de la població era d'11.495 $. Aproximadament el 29,3% de les famílies i el 32,4% de la població estaven per davall del llindar de pobresa.

## Poblacions properes
El següent diagrama mostra les poblacions més properes.